# Noël-Jules Girard
Pour les articles homonymes, voir Jules Girard (homonymie) et Girard.
Noël Jules Girard, né le 22 août 1816 à Paris où il est mort le 14 décembre 1886, est un sculpteur français.

## Biographie
Noël Jules Girard est né à Paris le 22 août 1816. Il est admis à l’École des beaux-arts de Paris dans l'atelier de David d’Angers en 1837, puis de Louis Petitot en 1845. Il obtient le troisième prix de Rome de sculpture en 1842.
Il expose régulièrement au Salon à partir de 1849 et obtient une médaille de seconde classe en 1852, puis une mention du jury en 1855. Il présente plusieurs œuvres à l’Exposition universelle de 1855 qui seront acquises par l’État.
Noël Jules Girard meurt le 14 décembre 1886 à son domicile, rue Richomme dans le 18e arrondissement de Paris.

## Œuvres dans les collections publiques
- Dijon, place François-Rude : Le Vendangeur foulant le raisin, communément appelée Le Bareuzai, exposée au Salon de 1852, statue en bronze, fondue par Henri Léon Thiébaut[3]. Présentée à l’Exposition universelle de 1855. Acquise par l’État ; donnée par Napoléon III à la ville de Dijon ; installée en 1904 sur une fontaine de la place François-Rude à Dijon. La statue a été restaurée en 2011[4].
- Fontainebleau, château de Fontainebleau, niche extérieure de l'aile de la galerie des Cerfs : Femme au miroir, statue en marbre.
- Orly, parc de la Cloche : Iphigénie sacrifiée, Exposition universelle de 1855, statue en marbre blanc[5].
- Paris :
  - bibliothèque interuniversitaire de santé : Antoine Dubois, 1853, buste en marbre.
  - cimetière de Montmartre : Monument funéraire de Léon Gozlan, médaillon en marbre blanc, 66 cm[6].
  - cimetière du Père-Lachaise : Monument funéraire d’Auguste-Claude Bonomet, bas-relief en pierre, 84 × 54 cm.
  - hôpital Lariboisière, façade de la chapelle : La Charité et La Science, bas-reliefs[7].
  - musée d’Orsay : La Comédie et le Drame, Salon de 1868, bas-relief, modèle en plâtre demi-grandeur[8].
  - palais Garnier, fronton de la façade latérale est : La Comédie et le Drame, bas-relief en pierre.
  - palais du Louvre :
    - aile en retour Turgot : La Rochefoucauld, statue en pierre[9],[10] ;
    - façade de la cour Lefuel : L’Astronomie, 1857, statue en pierre[11].
- Saint-Denis, cimetière : Christ en croix, Salon de 1873, statue en pierre.

Œuvres de Noël-Jules Girard
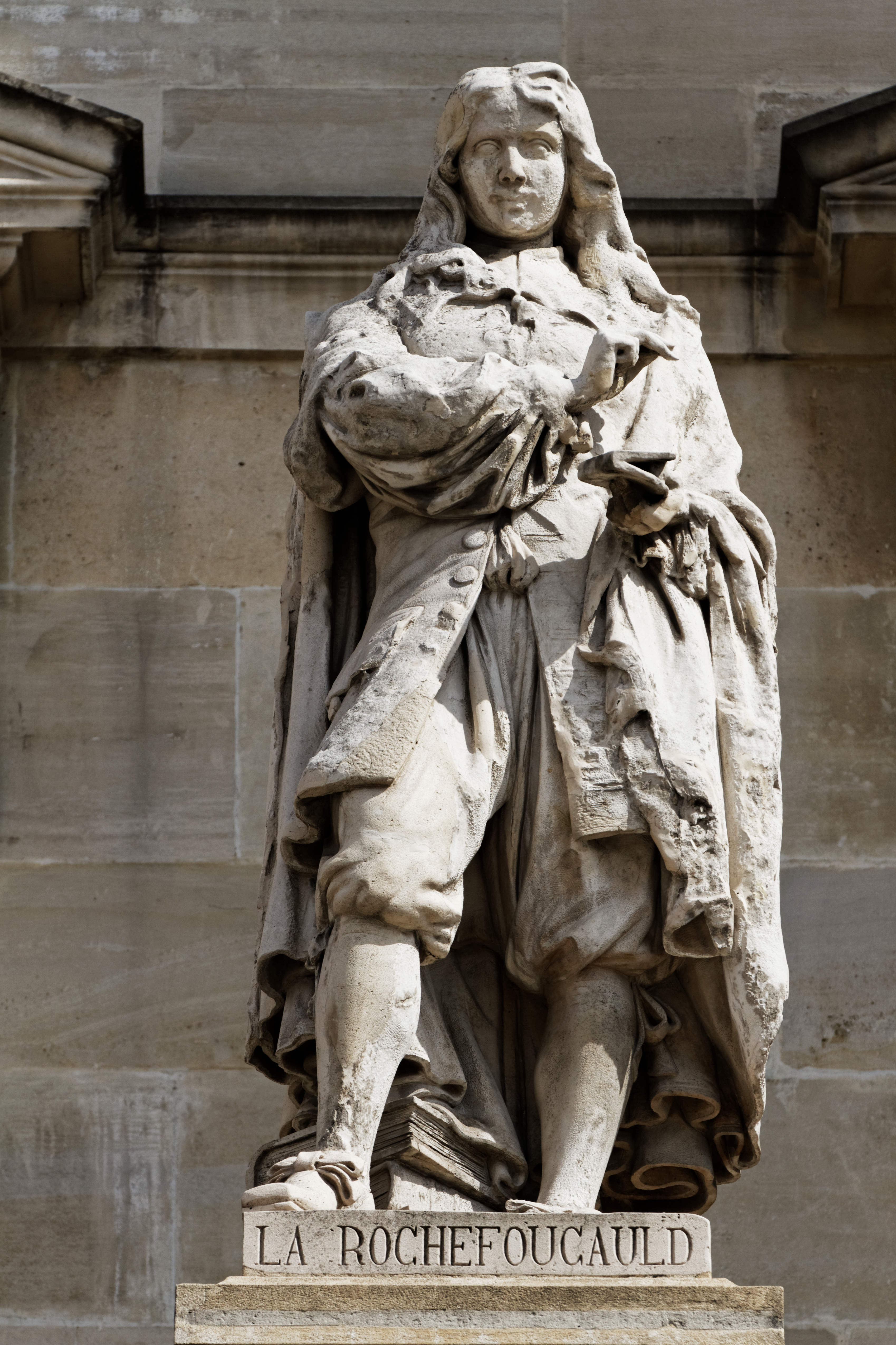
La Rochefoucauld, Paris, palais du Louvre.
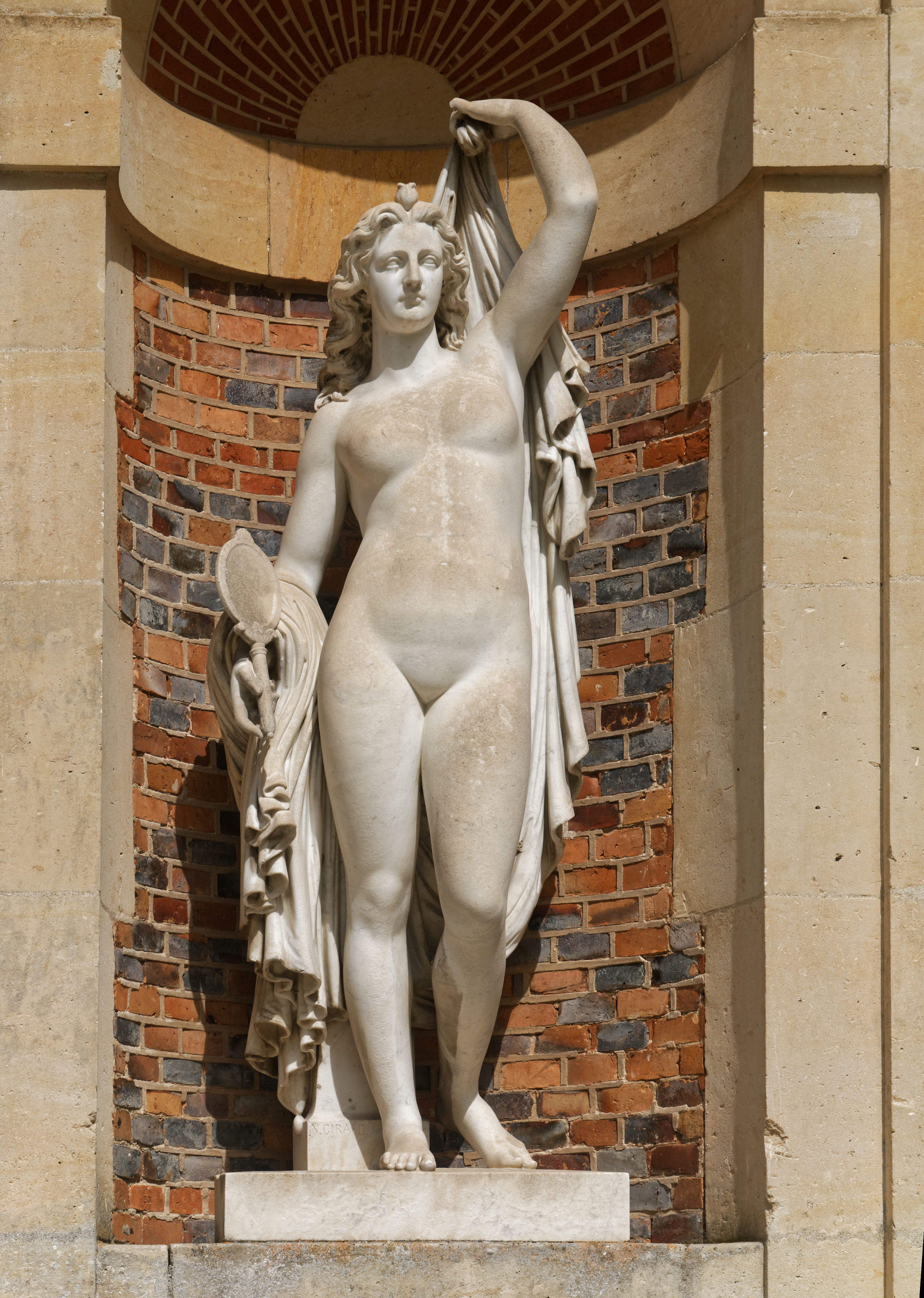
Femme au miroir, château de Fontainebleau.